# Ngawa (autonomer Bezirk)
| Tibetische Bezeichnung                                                    |
| ------------------------------------------------------------------------- |
| Tibetische Schrift: རྔ་བ་བོད་རིགས་ཆ་བ༹ང་རིགས་རང་སྐྱོང་ཁུལ་                         |
| Wylie-Transliteration: rnga ba bod rigs dang ch'ang rigs rang skyong khul |
| Aussprache in IPA: [ŋawa]                                                 |
| Offizielle Transkription der VRCh: Ngawa                                  |
| Chinesische Bezeichnung                                                   |
| Traditionell: 阿壩藏族羌族自治州                                          |
| Vereinfacht: 阿坝藏族羌族自治州                                           |
| Pinyin:Ābà Zàngzú Qiāngzú Zìzhìzhōu                                       |

Lage Ngawas in Sichuan.

Der autonome Bezirk Ngawa der Tibeter und Qiang liegt im Norden der chinesischen Provinz Sichuan und ist teilweise der osttibetischen Kulturregion Amdo, teilweise der Region Gyarong zuzurechnen, die wiederum von vielen zu Kham gezählt wird. Sein Verwaltungssitz ist die Großgemeinde Barkam im gleichnamigen Kreis. Ngawa hat eine Fläche von 82.383 km² und 822.587 Einwohner (Stand: Zensus 2020).

## Administrative Gliederung
Dem autonomen Bezirk unterstehen zwölf Kreise sowie eine kreisfreie Stadt (Stand: Zensus 2020):
| Name              | Tibetisch | Wylie           | Chinesisch | Pinyin          | Fläche     | Einwohner | Hauptort             |
| ----------------- | --------- | --------------- | ---------- | --------------- | ---------- | --------- | -------------------- |
| Barkam            | འབར་ཁམས།  | ’bar khams      | 马尔康市   | Mă'ĕrkāng Shì   | 6.262 km²  | 58.390    |                      |
| Jiuzhaigou        | རྣམ་འཕེལ    | rnam ’phel      | 九寨沟县   | Jiǔzhàigōu Xiàn | 5.084 km²  | 66.055    | Yongle (永乐镇)      |
| Hongyuan (Gakog)  | རྐ་ཁོག      | rka khog        | 红原县     | Hóngyuán Xiàn   | 8.341 km²  | 46.644    | Qiongxi (邛溪镇)     |
| Wenchuan (Lunggu) | ལུང་དགུ།    | lung dgu        | 汶川县     | Wènchuān Xiàn   | 3.589 km²  | 82.971    | Weizhou (威州镇)     |
| Ngawa             | རྔ་བ།      | rnga ba         | 阿坝县     | Ābà Xiàn        | 10.120 km² | 80.467    | Ngawa (阿坝镇)       |
| Li (Zhaxiling)    | བཀྲ་ཤིས་གླིང། | bkra shis gling | 理县       | Lǐ Xiàn         | 3.923 km²  | 36.926    | Zagu'nao (杂谷脑镇)  |
| Zoigê             | མཛོད་དགེ།   | mdzod dge       | 若尔盖县   | Ruò’ěrgài Xiàn  | 8.481 km²  | 76.712    | Dagcagoin (达扎寺镇) |
| Xiaojin (Zainlha) | བཙན་ལྷ།    | btsan lha       | 小金县     | Xiǎojīn Xiàn    | 5.374 km²  | 64.813    | Meixing (美兴镇)     |
| Heishui (Choqu)   | ཁྲོ་ཆུ།      | khro chu        | 黑水县     | Hēishuǐ Xiàn    | 3.990 km²  | 44.564    | Luhua (芦花镇)       |
| Jinchuan (Quqên)  | ཆུ་ཆེན།     | chu chen        | 金川县     | Jīnchuān Xiàn   | 5.371 km²  | 58.068    | Jinchuan (金川镇)    |
| Sungqu            | ཟུང་ཆུ།     | zung chu        | 松潘县     | Sōngpān Xiàn    | 7.837 km²  | 66.937    | Jin’an (进安镇)      |
| Zamtang           | འཛམ་ཐང།   | ’dzam thang     | 壤塘县     | Rǎngtáng Xiàn   | 6.637 km²  | 44.679    | Zamkog (壤柯镇)      |
| Mao               | མའོ་ཝུན།    | ma’o wun        | 茂县       | Mào Xiàn        | 3.722 km²  | 95.361    | Fengyi (凤仪镇)      |

## Ethnische Gliederung der Bevölkerung
Bei der Volkszählung im Jahr 2000 hatte Ngawa 847.468 Einwohner (Bevölkerungsdichte: 10,19 Einw./km²).
| Name des Volkes | Einwohner | Anteil  |
| --------------- | --------- | ------- |
| Tibeter         | 455.238   | 53,72 % |
| Han             | 209.270   | 24,69 % |
| Qiang           | 154.905   | 18,28 % |
| Hui             | 26.353    | 3,11 %  |
| Mandschu        | 373       | 0,04 %  |
| Miao            | 266       | 0,03 %  |
| Yi              | 205       | 0,02 %  |
| Mongolen        | 202       | 0,02 %  |
| Tujia           | 182       | 0,02 %  |
| Bai             | 101       | 0,01 %  |
| Zhuang          | 95        | 0,01 %  |
| Sonstige        | 278       | 0,03 %  |

## Erdbeben im Jahr 2008
Das Epizentrum des Erdbebens von Sichuan am 12. Mai 2008 lag im Kreis Wenchuan, im äußersten Südosten von Ngawa.